# Таппенбек
Таппенбек (нім. Tappenbeck) — громада в Німеччині, розташована в землі Нижня Саксонія. Входить до складу району Гіфгорн. Складова частина об'єднання громад Больдеккер-Ланд.
Площа — 5,11 км2. Населення становить 1536 ос. (станом на 31 грудня 2021).

## Галерея

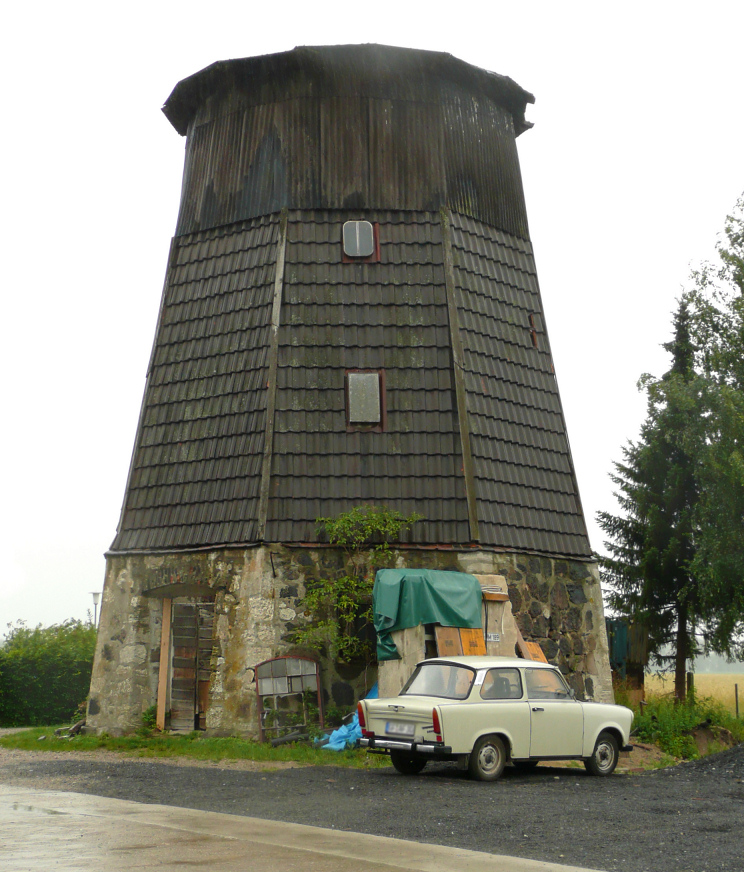